# Streptanthus
Streptanthus es un género de plantas de la familia  Brassicaceae. Se distribuye por el suroeste de EE. UU. hasta el norte de California y en el sur hasta el norte de México. 24 de las especies se encuentran en California. Comprende 97 especies descritas y de estas, solo 20 aceptadas.

## Taxonomía
El género fue descrito por Thomas Nuttall  y publicado en Journal of the Academy of Natural Sciences of Philadelphia 5(1): 134–135, pl. 7. 1825. La especie tipo es: Streptanthus maculatus Nutt. 
Etimología
Streptanthus: nombre genérico que deriva de las palabras del griego antiguo streptos, = "retorcido" y anthos = "flor", en referencia a los márgenes crispados de los pétalos.

## Especies
A continuación se brinda un listado de las especies del género Streptanthus aceptadas hasta julio de 2012, ordenadas alfabéticamente. Para cada una se indica el nombre binomial seguido del autor, abreviado según las convenciones y usos.
- Streptanthus albidus Greene
- Streptanthus barbatus S. Wats.
- Streptanthus barbiger Greene
- Streptanthus batrachopus J.L. Morrison
- Streptanthus benardinus (Greene) Parish
- Streptanthus bernardinus (Greene) Parish
- Streptanthus brachiatus F.W. Hoffmann
- Streptanthus bracteatus Gray
- Streptanthus breweri Gray
- Streptanthus callistus J.L. Morrison
- Streptanthus campestris S. Wats.
- Streptanthus carinatus C. Wright ex Gray
- Streptanthus cordatus Nutt.
- Streptanthus cutleri Cory
- Streptanthus diversifolius S. Wats.
- Streptanthus drepanoides Kruckeberg & Morrison
- Streptanthus farnsworthianus J.T. Howell
- Streptanthus fenestratus (Greene) J.T. Howell
- Streptanthus glandulosus Hook.
- Streptanthus gracilis Eastw.
- Streptanthus hesperidis Jepson
- Streptanthus hispidus Gray
- Streptanthus howellii S. Wats.
- Streptanthus hyacinthoides Hook.
- Streptanthus insignis Jepson
- Streptanthus lemmonii (S. Wats.) Jepson
- Streptanthus maculatus Nutt.
- Streptanthus morrisonii F.W. Hoffmann
- Streptanthus niger Greene
- Streptanthus oliganthus Rollins
- Streptanthus platycarpus Gray
- Streptanthus polygaloides Gray
- Streptanthus shastensis Price, D. Taylor, & Buck
- Streptanthus sparsiflorus Rollins
- Streptanthus squamiformis Goodman
- Streptanthus tortuosus Kellogg